# Mitsubishi B1M
Chiếc Mitsubishi B1M là một kiểu máy bay ném bom-ngư lôi được Hải quân Đế quốc Nhật Bản sử dụng trong những năm 1920 dưới tên gọi chính thức là Máy bay Tấn công Tàu sân bay Hải quân Kiểu 13. Nó được thiết kế và chế tạo bởi hãng Mitsubishi và được sử dụng trong cuộc Chiến tranh Trung-Nhật.

## Thiết kế và phát triển
Khi làm việc cho hãng Mitsubishi, nhà thiết kế máy bay người Anh Herbert Smith đã thiết kế kiểu máy bay ném bom-ngư lôi hai chỗ ngồi 2MT1 và đã bay chuyến bay đầu tiên vào tháng 1 năm 1923. Nó được đưa vào hoạt động cùng Hải quân Nhật dưới tên gọi Máy bay Tấn công Tàu sân bay Hải quân Kiểu 13-1 hay B1M1, và được tiếp nối bởi các phiên bản 2MT2 và 2MT3 (cùng được mang tên là B1M1). Thiết kế được cải tiến Kiểu 13-2 được đặt tên là B1M2. Phiên bản cuối cùng, Kiểu 13-3 hoặc B1M3, mang tên của công ty là 3MT2 và là một chiếc ba chỗ ngồi. Tổng cộng đã có 443 chiếc được chế tạo. Kiểu B1M được cung cấp động lực bởi một động cơ công suất 335 kW kiểu Napier Lion hay Hispano-Suiza tùy theo phiên bản.

## Lịch sử hoạt động
Kiểu máy baynày được đưa vào hoạt động vào năm 1924 và phục vụ cho đến tận những năm 1930. Trong Sự kiện Thượng Hải ngày 28 tháng 1 năm 1932, 32 chiếc máy bay kiểu này thuộc các tàu sân bay Kaga và Hōshō đã tham gia hoạt động. Một chiếc thuộc tàu sân bay Kaga đã bị mất trong cuộc đối đầu mà phi công tình nguyện Mỹ Robert Short bị thiệt mạng khi đang chiến đấu cho phía Trung Quốc.
Từ năm 1929, một số chiếc máy bay B1M dư thừa được cải biến cho hoạt động dân sự, được trang bị một buồng lái kín cho hành khách và hàng hóa.

## Các phiên bản
B1M1
Phiên bản hai chỗ ngồi ban đầu, trang bị động cơ Napier Lion 450 mã lực. Tên gọi đầy đủ là Máy bay Tấn công Tàu sân bay Hải quân Kiểu 13-1 trong khi tên gọi của công ty là 2MT1, 2MT2 và 2MT3. Có 197 chiếc được chế tạo bởi Mitsubishi.
2MT4
Phiên bản thủy phi cơ trinh sát thử nghiệm. Một chiếc được chế tạo.
2MT5
Nguyên mẫu máy bay ném bom-ngư lôi hai chỗ ngồi trang bị động cơ 450 mã lực Mitsubishi Hi (chế tạo theo giấy phép nhượng quyền của Hispano-Suiza). Một chiếc được chế tạo.
B1M2
Phiên bản sản xuất của kiểu máy bay ném bom-ngư lôi ba chỗ ngồi, dựa trên kiểu 2MT5, trang bị động cơ Mitsubishi Hi. Tên gọi đầy đủ là Máy bay Tấn công Tàu sân bay Hải quân Kiểu 13-2 trong khi tên gọi của công ty là 3MT1. Có 115 chiếc được chế tạo bởi Mitsubishi.
B1M3
Phiên bản B1M2 cải tiến cánh quạt và bộ càng đáp. Tên gọi đầy đủ là Máy bay Tấn công Tàu sân bay Hải quân Kiểu 13-3 trong khi tên gọi của công ty là 3MT2. Có 128 chiếc được chế tạo bởi Mitsubishi và Hiro Naval Arsenal.
T-1.2
Phiên bản B1M cải biến dân sự với nhiều biến thể khác nhau. Buồng lái kín dành cho hai hoặc ba hành khách. Được cung cấp động lực bởi động cơ Lion hay Hispano-Suiza nguyên thủy hoặc cải biến sang kiểu động cơ bố trí hình tròn chế tạo theo giấy phép nhượng quyền bởi Bristol Jupiter. Còn được gọi là Máy bay Cải biến Kiểu năm thứ 13.

## Các nước sử dụng
Nhật Bản
- Hải quân Đế quốc Nhật Bản

## Đặc điểm kỹ thuật (2MT2)
Nguồn: The Encyclopedia of World Aircraft 

### Đặc tính chung
- Đội bay: 02 người
- Chiều dài: 9,77 m (32 ft 1 in)
- Sải cánh: 14,77 m (48 ft 6 in)
- Chiều cao: 3,50 m (11 ft 6 in)
- Diện tích bề mặt cánh: 59,0 m² (645 ft²)
- Lực nâng của cánh: 45,7 kg/m² (9,22 lb/ft²)
- Trọng lượng không tải: 1.442 kg (3.179 lb)
- Trọng lượng cất cánh tối đa: 2.697 kg (5.946 lb)
- Động cơ: 1 x động cơ Napier Lion, công suất 500 mã lực (373 kW).

### Đặc tính bay
- Tốc độ lớn nhất: 210 km/h (113 knot, 130 mph)
- Trần bay: 4.500 8.800 m (14.765 29.000 ft)
- Tỉ lệ công suất/khối lượng: 0,14 kW/kg (0,084 hp/lb)
- Trữ lượng nhiên liệu mang theo: đủ để bay trong 2,6 giờ [2]

### Vũ khí
- 2 x súng máy 7,7 mm cố định bắn ra phía trước
- 2 x súng máy 7,7 mm di động ở buồng lái phía sau
- 1 x ngư lôi 18 inch hoặc 2 bom 240 kg (529 lb)

## Nội dung liên quan

### Máy bay liên quan
- Mitsubishi 2MB

### Máy bay tương tự
- Blackburn Dart

### Danh sách liên quan
- Danh sách máy bay chiến đấu
- Danh sách máy bay quân sự Nhật Bản